# Galloanserae
A Galloanserae a madarak osztályának egy öregrendje, a lúdalakúak (Anseriformes), a tyúkalakúak (Galliformes) és valószínűleg a kihalt Gastornithiformes rend tartozik ide.
Az anatómiai és molekuláris hasonlóságok vizsgálata arra utal, hogy a lúd- és tyúkalakúak közeli evolúciós rokonok; együtt alkotják a Galloanserae (eredetileg: Galloanseri) kládot. A klád monofiletikusságát morfológiai vizsgálatok és DNS-szekvencia-adatok is alátámasztják, továbbá a retrotranszpozon markerek is erre utalnak.

## Rendszertan és evolúció
A Galloanserae az újmadárszabásúak (Neognathae) első fejlődési vonala. A fennmaradt csekély számú fosszília alapján általánosan elfogadott az a nézet, hogy a kréta kor végére széleskörűen elterjedtek, sőt, a modern madarak uralkodó csoportjává váltak. A fosszíliák, mint pl. a Vegavis arra utalnak, hogy a mai lúdalakúaktól jelentősen nem eltérő – noha egy kihalt leszármazási vonalba tartozó – madarak a (nem madárszerű) dinoszauruszok kortársai voltak. Ellentétben a morfológiailag konzervatívabb tyúkalakúakkal, a lúdalakúaknál kialakult a víz szűrésével történő táplálkozás és számos, ehhez az életmódhoz kapcsolódó autapomorfia fejlődött ki bennük. A lúdalakúak különlegesen fejlett táplálkozási módszerei, valamint a korai lúdalakúak (Presbyornis) és a gázlómadarak hasonlósága egyes tudósokat arra indított, hogy az Anseriformes rendet inkább a lilealakúakkal (Charadriiformes) egyesítsék. A későbbi kutatások eredményei azonban a Galloanserae kládot támogatták nagyon erősen.
A ma is élő madarakon kívül a Gastornithiformes kihalt rendje valószínűleg a Galloanserae prehisztorikus tagjai közé tartozik.

## Fordítás
- Ez a szócikk részben vagy egészben a Fowl című angol Wikipédia-szócikk ezen változatának fordításán alapul.  Az eredeti cikk szerkesztőit annak laptörténete sorolja fel. Ez a jelzés csupán a megfogalmazás eredetét és a szerzői jogokat jelzi, nem szolgál a cikkben szereplő információk forrásmegjelöléseként.